# Antonio Arregui Yarza
Antonio Arregui Yarza (ur. 3 czerwca 1939 w Oñati, Hiszpania) – hiszpański katolicki arcybiskup pracujący w Ekwadorze, arcybiskup metropolita Guayaquil w latach 2003−2015.

## Życiorys
Od 1957 jest członkiem Opus Dei. Święcenia kapłańskie otrzymał 13 marca 1964 w Madrycie. Od 1965 pracował w Quito jako duszpasterz i wikariusz generalny Opus Dei w Ekwadorze, uzyskując naturalizację. W 1985 był koordynatorem wizyty duszpasterskiej papieża Jana Pawła II w tym kraju. 4 stycznia 1990 nominowany biskupem pomocniczym Quito i 22 lutego 1990 konsekrowany jako biskup tytularny Auzegera. Od 25 lipca 1995 był biskupem diecezji Ibarra, sekretarzem Konferencji Episkopatu, dyrektorem Katolickiego Radia Ekwadoru i Obola św. Piotra. Od 1999 wiceprzewodniczący Konferencji Episkopatu, w latach 2001–2002 administrator apostolski Tulcán.
7 maja 2003 został arcybiskupem Guayaquil, zastępując abpa Juana Ignacio Larrea Holguína, również duchownego Opus Dei. Wybrany przewodniczącym Konferencji Episkopatu Ekwadoru na lata 2011–2014.
W związku z osiągnięciem wieku emerytalnego złożył rezygnację z pełnienia obowiązków biskupa diecezjalnego, która została przyjęta przez papieża Franciszka 24 września 2015.
Posiada doktorat z prawa na Uniwersytecie Nawarry i jest doktorem prawa kanonicznego Uniwersytetu św. Tomasza w Rzymie.